# Kokin vakasú

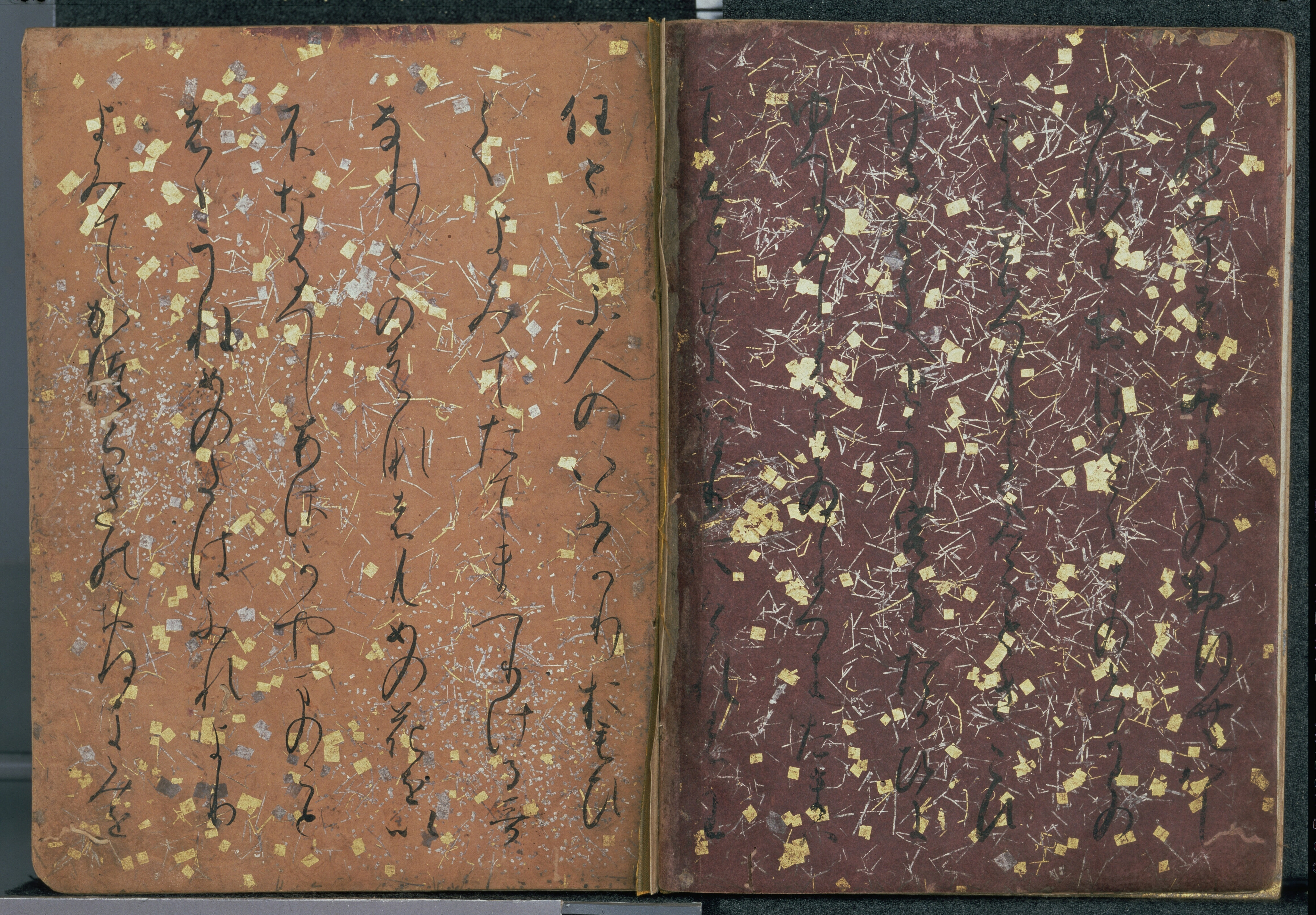
Egy rész a legkorábbi teljes kéziratból (Gen'ei kiadás, Nemzeti Kincs); 12. század, Tokiói Nemzeti Múzeum

A Kokin vakasú (Kokin Wakashū 古今和歌集, Régi és modern idők gyűjteménye) röviden Kokinsú (古今集) egy korai japán versformában íródott antológia, a Heian-korban. A Manjósú után keletkezett második nagy lírai gyűjtemény. Uda császár adta ki  összeállítását (887–897), véglegesítését az ő fia Daigo császár rendelte el (897–930). A történelmi feljegyzések szerint az utolsó verset 914-ben írták. A szerkesztőség vezetője Ki no Curajuki volt,  többi tagja Ki no Tomonori (Ki no Curajuki unokatestvére; meghalt mielőtt elkészült volna a gyűjtemény), Ósikócsi no Mitcune és Mibu no Tadamine.

### Jelentősége
A Kokinsú az első a 21 antológiából (Nidzsúicsidaisú  二十一代集), mely császári rendeletre (csokuszen-sú) készült. Abban az időben a Kokinsú hatott a legbefolyásosabban a japán költészetre, lefektette az alapokat, és modellként szolgált egészen a 19. századik, elsőként gyűjtve össze külön részekként  az évszakverseket és szerelmes verseket. Az évszakokról szóló versek egészen a mai napig népszerűek.
70-80 évig, miután a fővárost áthelyezték Heiankjóba, a kínai írás elsajátítása az egész nemzet figyelmét elvonta. Ebből a korszakból semmilyen jelentősebb japán irodalom (wabun 和文 ) nem született. A kínai költészet volt a trend, mind a Mikadok (császárok 帝), mind a hercegnők között. A 9. század végén azonban a japán költészet kezdett felemelkedni.
Egyik előszava kanbun (漢文)-ben íródott Ki no Josimocsi által. Míg a japán előszavát Ki no Curajuki írta (kb. 922) első kritikaként, világosan elkülönülve az akkor uralkodó hagyományos kínai irodalomtól. Az ötlet, hogy régi és új verseket is tartalmazott, szintén nagy fejlődést hozott, és a későbbi irodalomban is széles körben használták. A versek megírását akkoriban rendelték el, meghatározott témára kellett költeni, amiket később elbíráltak, ilyenek például a szerelmes versek, habár sok költő által hosszú időn keresztül készültek (másfél évszázad költői termésének eredménye), az olvasó számára érthető módon kellett lerajzolni a hullámzását és fejlődését az udvari szerelmi viszonyoknak.

### Struktúra
A versek száma a szöveghagyománytól függ. Az egyik online kiadás, ami a Date család szövegét követi a Fudzsivara no Teika által összeállított kézirat alapján 1111 verset tartalmaz; húsz részre van osztva, tükrözve a régebbi mintát, mint például a Manjósút és más kínai antológiákat. A témák elrendezése azonban különbözik a régebbi formától, és a későbbi gyűjtemények is már ezt a mintát követik (bár néhány- mint a Kinjó vakasú és a Sika vakasú- lerövidült tíz részre).
A gyűjtemény nagyon kevés hosszú dalt (naga-uta/ chouka 長歌) tartalmaz, döntő többségben a 31 morából álló rövid versek (tanka 短歌, 5-7-5-7-7-7) találhatók meg. Ezt a formát megtartották egészen a 17 morás (5-7-5) haiku, sok száz évvel későbbi felemelkedéséig. Azonban a hosszú versek (melynek egyik mestere Kakinomoto no Hitomaro volt) elhagyása a mai napig használatos, melynek megvannak a következményei is, akadályként állva a költészet fejlődése előtt (ugyanis a rövid verseket, a hosszabb versekkel ellentétben, nehéz megzenésíteni, nem írhatók meg elbeszélésként vagy elégiaként, mivel kifejezőeszközei leszűkülnek aforizmákra, epigrammákra, rövid felkiáltást vagy önhittséget leíró művekre). A versekben megjelenő költészeti elemek, eszközök, a mitate (metafora), engo (hívószó), kakekotoba (szójáték), honkadori (más költőtől átvett verssorok-általában a 2. vagy 3. sorban- mely a tisztelet jele volt), állandó jelzők, megszemélyesítés, kimondatlanság, költői kérdés és befejezettség. A Kokinsúben szereplő verseket mondhatjuk a renga és haikai hagyomány ősének.
A szerkesztők minden vers írójának nevét feltüntették, a versek témái-, ihletői olyan neves költők mint  Arivara no Narihira, Ono no Komacsi, Szódzsó Hendzsó, Funja no Jaszuhide, Kiszen Hósi és Ótomo no Kuronusi, azaz a hat halhatatlan költőóriás a rokkaszen; ezenfelül beleértve magukat a szerkesztőket is. Nagy megtiszteltetés volt ha valakinek a verse benne lehetett bármely császári gyűjteményben, főleg a Kokinsúban.

### Kéziratok
2010. október 20.-án a Kónan Női Magánegyetem egy teljes kézirat felfedezését jelentette be, mely 1220–1240 közé tehető. Ez a legrégebbi kézirat, amely mind a hagyományos kínai- és japán előszóval rendelkezik. Két kötetre oszlik meg, 15,9 cm magas, 14,6 cm széles, összesen 429 oldalon keresztül 1111 vers található meg benne. Úgy gondolják, hogy Fudzsivara no Teika másolt kézirata lehet. A kéziratot egy antikváriumból vették meg 1982-ben 4,280,000 jen értékben.
A következő felosztásban  a Kokinsú részei japánul a jelenlegi kiejtéssel, illetve a fordítás látható.
| Téma          | Rész                    | Rész                     | Rész          | Rész                 |
| ------------- | ----------------------- | ------------------------ | ------------- | -------------------- |
| Évszakok      | 1–2                     | Tavasz                   | 春歌          | haru no uta          |
| Évszakok      | 3                       | Nyár                     | 夏歌          | natsu no uta         |
| Évszakok      | 4–5                     | Ősz                      | 秋歌          | aki no uta           |
| Évszakok      | 6                       | Tél                      | 冬歌          | fuyu no uta          |
|               | 7                       | Gratuláló versek         | 賀歌          | ga no uta            |
| 8             | Elválásról szóló versek | 離別歌                   | wakare no uta |                      |
| 9             | Utazásról szóló versek  | 羈旅歌                   | tabi no uta   |                      |
| 10            | Dolgok neve             | 物名                     | mono no na    |                      |
| Szerelem      | 11–15                   | Szerelem                 | 恋歌          | koi no uta           |
| Vegyes írások | 16                      | Gyászversek              | 哀傷歌        | aishō no uta         |
| Vegyes írások | 17–18                   | Vegyes versek            | 雑歌          | kusagusa no uta      |
| Vegyes írások | 19                      | Egyéb dal                | 雑躰歌        | zattai no uta        |
| Vegyes írások | 20                      | Udvari ünnepségek versei | 大歌所御歌    | ōutadokoro no on'uta |